# 貝爾菲爾德 (堪薩斯州)
貝爾菲爾德（英語：Belfield）是位於美國堪薩斯州拉什縣的一個鬼鎮。

## 歷史
貝爾菲爾德的郵政局於1874年設立，直到1887年結束營運。

## 地理
貝爾菲爾德所處的海拔為高於海平面586米（即1923英呎），而該地所採用的時區為UTC-6，即北美中部時區（CST）。同時該地設有夏令時間，為UTC-6調快一小時，即UTC-5（CDT）。